# Ультиматум Путина
Ультиматум Путина — требования России к США и НАТО о предоставлении ей «гарантий безопасности», выдвинутые в декабре 2021 года на фоне скопления российских войск у границ Украины и сообщений в западных СМИ о подготовке вторжения России на Украину. Среди прочего, Москва требовала от США и НАТО гарантий невступления в Альянс Украины и Грузии и отказа от ведения любой военной деятельности на территории Украины, в Восточной Европе, Закавказье и Центральной Азии. 
Основные требования были отклонены НАТО и Соединёнными Штатами 26 января 2022 года; месяц спустя, 24 февраля, Россия начала вторжение на Украину.

## Предыстория
В 2021 году отношения между Россией и Западом заметно обострились из-за конфликта вокруг Украины, когда Москва начала проводить массовую переброску российских войск к границам Украины, а на Западе звучали опасения, что Россия начнет вторжение на Украину. При этом Москва давно требовала от НАТО гарантий невступления Украины и Грузии в Альянс. И хотя в 2021 году вопрос вступления Украины в НАТО не стоял, но Украина расширяла военное сотрудничество с западными странами, прежде всего с США, и внесла положение о стратегическом курсе Украины в НАТО в свою Конституцию.
В июне 2021 года российский президент Владимир Путин написал статью «Об историческом единстве русских и украинцев», в которой отрицал существование украинского народа и утверждал, что независимость Украины — это случайная историческая аномалия.
В октябре 2021 года The New York Times писала, что разведка США сообщила союзникам по НАТО о том, что осталось «мало времени» для того, чтобы помешать России начать боевые действия на Украине. Сам российский президент Владимир Путин называл «алармистскими» сообщения о подготовке российского вторжения на Украину.
21 октября 2021 года Владимир Путин выступил в Сочи на заседании дискуссионного клуба «Валдай», где заявил, что «фактическое военное присутствие НАТО на Украине представляет реальную угрозу для России». По его словам, «Формальное членство в НАТО [Украины] может не состояться, а военное освоение территории уже идет». Он сравнил сложившую ситуацию с временами объединения Германии: «Когда все со всех сторон говорили, что после объединения той же Германии ни в коем случае движения на запад инфраструктуры НАТО не будет, хотя бы в этом Россия должна была быть уверена. Так говорили, были публичные заявления. А что на практике? Обманули. А теперь говорят: а где бумажки, покажите». Путин заявлял про расширение НАТО: «и раз расширили, и два расширили, а последствия какие военно-стратегические? Инфраструктуру приближают. Вот в Румынии, Польше установили системы ПРО, но с пусковыми установками, на которых можно разместить „Томагавки“ — ударные системы. И сделать это легко, по щелчку, только программное обеспечение нужно поменять — и все». Также Путин утверждал, что слова министра обороны США Ллойда Остина возможно рассматривать как «открытие для Украины дверей в НАТО»: «Говорит [Остин], что да, каждая страна имеет право выбирать [вступать в НАТО]. Никто не говорит нет. Никто. Это же не гарантии безопасности для России». Говоря об отношениях Украины и НАТО Путин заявлял, что хотя Конституция Украины запрещает размещение на украинской территории иностранных военных баз, однако «учебные центры никто не запрещает, а под маркой учебных центров можно всё, что угодно разместить».

## Хронология событий

### Действия России
В конце 2021 года Россия неожиданно потребовала от Запада предоставления ей юридических «гарантий безопасности». 
18 ноября 2021 года российский президент Владимир Путин выступил на расширенном заседании коллегии МИД РФ, посвятив большую часть своей речи критике Запада. Среди прочего, президент РФ утверждал: «Западные партнеры обостряют ситуацию поставками Киеву летального современного вооружения, проведением провокационных военных маневров в Черном море, да и не только в Черном море, в других регионах, близких к нашим границам». Он также обвинил Украину в «демонстративном  невыполнении» Минских соглашений и обвинил Францию и Германию в «потаканию» Киеву. Также российский президент обвинил Запад в миграционном кризисе на границе Белоруссии. Путин утверждал, что России не нужны конфликты на её западных границах, но в то же время отметил, что «известное напряжение там все-таки возникло», и добавил, что «нужно, чтобы это состояние у них сохранялось как можно больше, чтобы им в голову не пришло устроить нам на наших западных рубежах какой-нибудь ненужный нам конфликт». Путин заявил: «Надо ставить вопрос о том, чтобы добиваться предоставления России серьезных долгосрочных гарантий обеспечения нашей безопасности». 
1 декабря во время церемонии вручения иностранными послами верительных грамот Путин определяет получение Россией от Запада «гарантий безопасности» как первоочередную задачу российского МИД. Он подчеркивал, что «нужны именно правовые, юридические гарантии, поскольку западные коллеги не выполнили взятые на себя соответствующие устные обязательства». 
2 декабря глава МИД РФ Сергей Лавров в Стокгольме выдвинул Западу ультиматум, заявляя, что «идет военная накачка Украины» и «возвращается кошмарный сценарий военного противостояния». Лавров угрожал: «Игнорирование законных озабоченностей России, втягивание Украины в геополитические игры США на фоне развертывания сил НАТО в непосредственной близости от наших границ будут иметь самые серьезные последствия, вынудят принять ответные меры для выправления военно-стратегического баланса. Альтернативой этому могли бы стать долгосрочные гарантии безопасности на наших западных рубежах, что следует рассматривать как императивное требование». Российский министр иностранных дел заявлял, что Россия «не хочет никаких конфликтов», однако подчеркивал, что «если наши партнёры из НАТО заявляют, что никто не имеет право диктовать любой стране, желающей вступить в НАТО, может она это сделать или нет, мы приводим положения международного права, которые гласят о том, что каждое государство вправе выбирать способы обеспечения своих законных интересов в области безопасности». Эти заявления прозвучали на фоне дальнейшего стягивания российских войск к границам Украины.
10 декабря МИД РФ на своем сайте опубликовал пресс-релиз, ключевым моментом которого было предложение дезавуировать решение Бухарестского саммита НАТО 2008 года о том, что «Украина и Грузия станут членами НАТО». 

### Российские условия НАТО и США по гарантиям безопасности
15 декабря 2021 года российский президент Владимир Путин передал помощнице госсекретаря США Карен Донфрид «конкретные предложения» о «гарантиях безопасности», которые Россия желала от Запада. Спустя два дня, 17 декабря МИД РФ на своем сайте опубликовал эти документы. Проекты договоренностей назывались «Договор между Российской Федерацией и Соединенными Штатами Америки о гарантиях безопасности» и «Соглашение о мерах обеспечения безопасности Российской Федерации и государств-членов Организации Североатлантического Договора». 
Российский проект договора с США в частности предусматривал:
- Отказ США от создания военных баз в государствах бывшего СССР и прекращение любого военное сотрудничества с ними[19];

- Обязательство США исключить дальнейшее расширение НАТО на восток и отказ от приема в Альянс государств бывшего СССР[19];

- Отказ России и США от развертывания ракет средней и меньшей дальности в местах, из которых они могут поражать цели на территории другой стороны[7];

- Обязательство сторон не развертывать ядерное оружие за пределами своих границ; вернуть оружие, развернутое ранее вне национальных территорий; ликвидировать зарубежную инфраструктуру для размещения ядерного оружия; не проводить учений с отработкой применения ядерного оружия; не обучать военных неядерных государств применять ядерное оружие[19];

- Обязательство  сторон воздержаться от полетов тяжелых бомбардировщиков вне своего неба и от присутствия боевых кораблей в районах вне национальных вод, откуда могут быть поражены цели на территории другой стороны[19];

- Невмешательство во внутренние дела, включая отказ от поддержки организаций, групп и отдельных лиц, выступающих за „неконституционную смену власти“, а также любых действий, имеющих целью изменение политического или социального строя одной из сторон[20].

Проект России договора с НАТО предусматривал: 
- Вывод с территории стран, ставших членами НАТО после 1997 года, всех вооружённых сил и военной инфраструктуры иностранных государств, появившихся там за последующие годы[20];

- Исключение дальнейшего расширения НАТО, в том числе присоединения Украины, а также других государств[19];

- Отказ НАТО от любой военной деятельности на Украине, в Восточной Европе, Закавказье и Центральной Азии[19];

- Подтверждение того, что стороны «не рассматривают друг друга в качестве противников» и готовы «мирно решать все международные споры, а также воздерживаться от любого применения силы»[19];

- В целях «исключения возникновения инцидентов» стороны обязываются отказаться проводить военные учения и другие действия «свыше бригадного уровня» в согласованной приграничной полосе[4];

- Создание горячих линий для экстренных контактов между Россией и НАТО[19].

## Реакции
Российское издание Коммерсантъ писало, что его источники в «госструктурах США» выразили недоумение тем, что Россия решила так быстро обнародовать документы, переданные американской стороне лишь два дня назад. Американский собеседник российских журналистов отмечал, что: «Так дела в дипломатии обычно не делаются». Журналисты Коммерсантъ и сами отмечали, что «публикация проектов договоров в столь чувствительной сфере сразу после их передачи потенциальным партнерам — нестандартный для российской дипломатии ход». Вскоре после публикации проектов договоров журналисты Би-би-си писали, что практически невозможно представить, чтобы США и НАТО подписали эти документы без существенных изменений, отмечая, что «Москва прекрасно знает, что она требует от Запада невозможного». Когда в ходе брифинга МИД РФ, посвященному публикации проектов договоров с США и НАТО, журналист издания Коммерсантъ спросил, зачем российская сторона выдвигает Западу заведомо невыполнимые требования, замглавы МИД РФ Сергей Рябков ответил: «Вы говорите, что мы должны понимать, что наши предложения заведомо неприемлемы. Я так не думаю. Думаю, ситуация, которая сложилась в Европе и Евразии в последнее время, настолько радикально отличается от всего того, что было раньше, что здесь неприложимы, неприменимы никакие шаблоны, никакие стандарты из прежнего, старого опыта». 
Российские эксперты, опрошенные изданием Газета.ru в декабре 2021 года, назвали российские предложения либо ультиматумом России к Западу, либо приглашением к переговорам. Например, главный редактор журнала «Россия в глобальной политике» Федор Лукьянов отмечал, что «заявления [российского] МИД — это ультимативные требования к НАТО и США, выполнение которых под вопросом». Он замечал: «Главный вопрос, что будет дальше, поскольку такие заявления зачастую предполагают план «Б», если данная инициатива не будет принята. А принятие этой инициативы в нынешнем виде крайне маловероятно».
Опрошенные в тот же период Би-би-си западные эксперты заявили, что ультиматум Путина является либо предлогом к войне, либо блефом. Так, американский военный аналитик Майкл Кофман писал: «Это ультиматум, опирающийся на реальную угрозу использования военной силы». В декабре 2021 года он говорил, что действия России – это свидетельство в пользу того, что российские власти решились на проведение военной операции против Украины, так как он пришел к выводу, что «Россия не только просит невозможного, но и делает это в той форме, которая точно приведет к отказу». Американский дипломат в отставке Ян Келли тогда же заметил: «Когда страны всерьез хотят обсудить документы, они не публикуют их. Сам факт публикации фактически делает их требованием, а не приглашением к переговорам». Келли также отметил, что если против расширения НАТО Путин выступал как минимум с 2008 года, то требование к НАТО прекратить всякое военное сотрудничество со странами бывшего СССР у российского правителя возникло «совсем недавно».
21 декабря в ходе расширенной коллегии Минобороны Владимир Путин рассказал о причинах, почему Россия настаивает на скорейших переговорах. По словам президента, у него вызывает серьёзную озабоченность наращивание непосредственно у российских границ военной группировки США и НАТО, а также проведение крупномасштабных учений, в том числе незапланированных. По его словам, России нужны долгосрочные, юридически обязывающие гарантии безопасности. Министр обороны РФ Сергей Шойгу в своём выступлении также уделил особое внимание военно-политическому курсу Запада: «Стремление НАТО вовлечь украинские вооружённые силы в свою военную деятельность несёт угрозу безопасности, принимая во внимание попытки Киева силовым путём решить проблему Донбасса. Продолжается военное освоение территории Украины странами НАТО. Усугубляют ситуацию поставки США и их союзниками вертолётов, ударных беспилотных летательных аппаратов, ПТУРов». В числе прочего Сергей Шойгу рассказал о подготовке американскими ЧВК провокаций с химическим оружием в Донбассе. По его словам, США и НАТО в целом «целенаправленно увеличивают масштабы и интенсивность мероприятий подготовки войск вблизи России»: «Всё чаще в них задействована стратегическая авиация, осуществляющая условные пуски ядерных ракет по российским объектам. Количество их полётов у российских границ выросло более чем в два раза. Особое внимание НАТО уделяет вопросам переброски войск на восточный фланг альянса, в том числе с континентальной части США».

### США и НАТО
21 декабря в ходе брифинга помощница госсекретаря по делам Европы и Евразии Карен Донфрид заявила, что США готовы обсуждать с Россией её требования о гарантиях безопасности, причём в разных форматах — двустороннем, а также в рамках Совета Россия — НАТО и ОБСЕ. С другой стороны, и в Вашингтоне, и в штаб-квартире НАТО назвали ряд запросов Москвы неприемлемыми. Переговоры прошли в Женеве, Брюсселе и Вене 10, 12 и 13 января.
Переговоры на уровне Россия — США и Россия — НАТО показали, что США и их европейские союзники готовы пойти навстречу России по ряду вопросов, которые они многие годы отказывались даже обсуждать. Речь идёт, среди прочего, об ограничении развёртывания ракетных систем, сокращении масштабов учений, возобновлении контактов по линии военных. В то же время в НАТО не намерены отказываться от своей политики «открытых дверей» и не готовы отводить силы и инфраструктуру на позиции 1997 года, как того требует Москва. В ходе заседания Совета Россия—НАТО российской делегации было также предложено восстановить работу своей миссии при штаб-квартире альянса (при условии, что НАТО тоже сможет вернуть свою миссию в Москву).
Глава российской делегации на переговорах с НАТО, заместитель министра иностранных дел РФ Александр Грушко заявил, что попытки построить безопасность против России без участия России обречены на провал: «НАТО понимает принцип неделимости и безопасности избирательно. В глазах НАТО он существует только для членов альянса, и НАТО не собирается учитывать интересы безопасности других… Мы не дадим этого сделать. Если НАТО переходит на политику сдерживания, значит, с нашей стороны это будет контрсдерживание. Если это будет устрашение, то будет контрустрашение. Если это будет поиск уязвимостей в оборонной системе России, то будет и поиск уязвимостей в НАТО». По его словам, Россия будет принимать все необходимые меры для того, чтобы угроза со стороны НАТО «парировалась военными средствами, если не получится — дипломатическими».
Глава МИД РФ Сергей Лавров 14 января, подводя внешнеполитические итоги 2021 года в ходе трёхчасовой пресс-конференции, заявил: «Мы знаем, что Запад рассчитывает на сценарий, который позволит американцам сбросить с себя главную ответственность за решение этих вопросов на переговорах с нами. И сначала в Совете Россия—НАТО попытаться всё это растворить, привлекая своих соратников, а в ОБСЕ в принципе невозможно вести какие-либо переговоры… Мы внесли документы и настаиваем на том, чтобы главная наша озабоченность о нерасширении НАТО была юридически обязывающей. В ответ надеюсь получить что-то внятное, помимо тех рассуждений, которые сейчас идут о том, что это Западу не подходит. Посмотрим, что они нам дадут на бумаге, и потом будем решать, насколько наши западные коллеги искренни, не в 90-е годы, а вот даже сейчас, в отношениях с РФ».
26 января в МИД РФ были переданы письменные ответы США на предложения России по безопасности. 1 февраля президент РФ Владимир Путин на пресс-конференции после переговоров с премьер-министром Венгрии Виктором Орбаном заявил, что Москва внимательно анализирует ответы США и НАТО по российским предложениям о гарантиях безопасности и видит, что её принципиальные озабоченности оказались проигнорированы: «Мы не увидели адекватного учёта трёх наших ключевых требований, касающихся недопущения расширения НАТО, отказа от размещения ударных систем вооружения вблизи российских границ, а также возврата военной инфраструктуры блока в Европе к состоянию 1997 года, когда был подписан основополагающий акт Россия — НАТО».
2 февраля испанская газета El Pais опубликовала конфиденциальные ответы США и НАТО на российские предложения. Из них следует, что США и НАТО отвергли ключевые требования России по гарантиям безопасности, но готовы к диалогу с ней по контролю над вооружениями и предотвращению военных инцидентов. В ответе НАТО заявлено, что альянс не намерен отказываться от политики «открытых дверей», поскольку считает, что страны вправе самостоятельно выбирать альянсы и способы обеспечения своей безопасности. В документе ничего не говорится о готовности отвести силы на какие-либо прежние позиции и предоставить России гарантии неразмещения ударных средств где бы то ни было. Наоборот, в нём содержится множество встречных требований к России:
- незамедлительно отвести вооружённые силы от границы Украины, а также вывести войска из Украины, Грузии и Республики Молдова, «где они находятся без согласия принимающей страны»;
- воздержаться от угрозы применения силы, агрессивной риторики и зловредной деятельности, направленной против членов НАТО;
- отказаться от проведения испытаний противоспутникового оружия;
- возобновить имплементацию Договора об обычных вооружениях в Европе и согласиться на модернизацию Венского документа;
- начать переговоры с США и НАТО о контроле над вооружениями, включая ракеты средней и меньшей дальности[31].

### Международное сообщество
14 декабря 2021 года украинский президент Владимир Зеленский в ответ на вопрос журналиста о том, согласна ли Украина отказаться от членства в НАТО в обмен на отвод российских войск от украинских границ, заявил: «Наше государство отдало свою часть советского ядерного арсенала – третью по мощности в мире, а в ответ получило, в том числе и от России, заверение уважать наши границы и нашу безопасность. Все это было выброшено на помойку». Зеленский добавил: «странно слышать от России просьбы о каких-либо гарантиях, когда сама РФ уже нарушила столько обещаний».
В то же время Китай поддержал российские предложения по «гарантиям безопасности» в Европе. 4 февраля 2022 года в ходе визита президента РФ Владимира Путина в Пекин Россия и Китай опубликовали совместное заявление, в котором оба государства выступили против дальнейшего расширения НАТО, призвали Североатлантический альянс «отказаться от идеологизированных подходов времен Холодной войны», осудили «попытки отдельных государств навязывать другим странам свои „демократические стандарты“» и подтвердили, что «Тайвань является неотъемлемой частью Китая». 